# جلان هاردين
جلان هاردين (بالإنجليزية: Glen Hardin)‏ هو عازف بيانو أمريكي، ولد في 18 أبريل 1939 في ويلينغتون في الولايات المتحدة.

## وصلات خارجية
- جلان هاردين على موقع IMDb (الإنجليزية)
- جلان هاردين على موقع ميوزك برينز (الإنجليزية)
- جلان هاردين على موقع قاعدة بيانات برودواي على الإنترنت (الإنجليزية)
- جلان هاردين على موقع أول ميوزيك (الإنجليزية)
- جلان هاردين على موقع ديسكوغز (الإنجليزية)
- جلان هاردين على موقع قاعدة بيانات الفيلم (الإنجليزية)